# Tisserin pirate
Ploceus brachypterus
Espèce
Statut de conservation UICN

 LC  : Préoccupation mineure
Le Tisserin pirate (Ploceus brachypterus) est une espèce de passereaux de la famille des Ploceidae.
Son aire s'étend à travers l'Afrique de l'Ouest.
Il faisait jadis partie de la même espèce que le Tisserin à cou noir (Ploceus nigricollis) mais présente néanmoins un plumage sensiblement différent et un iris plus clair.